# 翁國生
翁國生（？—），中国崑曲演員，兼演京劇，一级演员，工生行。

## 生平
浙江崑劇團學員班、上海戏剧学院導演系畢業。1997年得第14屆中國戲劇梅花獎。2002年得中國文化部第10屆文華獎的文華表演獎。2004年應製作人白先勇邀請，到台灣擔任《青春版牡丹亭》的執行導演，協助總導演汪世瑜。2008年與崑曲製作人白先勇再度合作，獨力執導《新版玉簪記》。